# Anthony Michael Milone
Anthony Michael Milone (* 24. September 1932 in Omaha; † 17. Mai 2018) war ein US-amerikanischer römisch-katholischer Geistlicher und Bischof von Great Falls-Billings.

## Leben
Anthony Michael Milone studierte Philosophie und Theologie am Seminar der Abtei Conception in Conception im US-Bundesstaat Missouri sowie am Päpstlichen Nordamerika-Kolleg und an der Päpstlichen Universität Gregoriana in Rom. Er empfing am 15. Dezember 1957 die Priesterweihe für das Erzbistum Omaha.
Papst Johannes Paul II. ernannte ihn am 10. November 1981 zum Weihbischof in Omaha und Titularbischof von Plestia. Der Papst persönlich spendete ihn am 6. Januar des nächsten Jahres die Bischofsweihe; Mitkonsekratoren waren Eduardo Martínez Somalo, Substitut des Staatssekretariates, und Lucas Moreira Neves OP, Sekretär der Kongregation für die Bischöfe.
Am 14. Dezember 1987 wurde er durch Johannes Paul II. zum Bischof von Great Falls-Billings ernannt und am 23. Februar des nächsten Jahres in das Amt eingeführt.
Am 12. Juli 2006 nahm Papst Benedikt XVI. sein vorzeitiges Rücktrittsgesuch an.